# Klára Melíšková
Klára Melíšková (* 29. listopadu 1971 Kladno) je česká divadelní a filmová herečka. Za své výkony ve filmech Mistři, Čtyři slunce, Já, Olga Hepnarová a Vlastníci obdržela Českého lva pro nejlepší herečku ve vedlejší roli. Za svou roli v minisérii Podezření získala Českého lva za rok 2022 pro nejlepší herečku v hlavní roli a čestné uznání poroty na mezinárodním festivalu Serial Killer.
V roce 1999 vystudovala herectví na katedře alternativního a loutkového divadla Divadelní fakulta Akademie múzických umění v Praze. Její ročník pod vedením Miroslava Krobota vytvořil v roce 1997 základ divadelního souboru Dejvického divadla. 

## Osobní život
Klára Melíšková je bývalou manželkou herce Lukáše Hlavici, snachou herce a malíře Miloše Hlavici a herečky Růženy Merunkové, a švagrovou herečky Anny Bendové. Má dceru a syna.

## Divadelní role, výběr

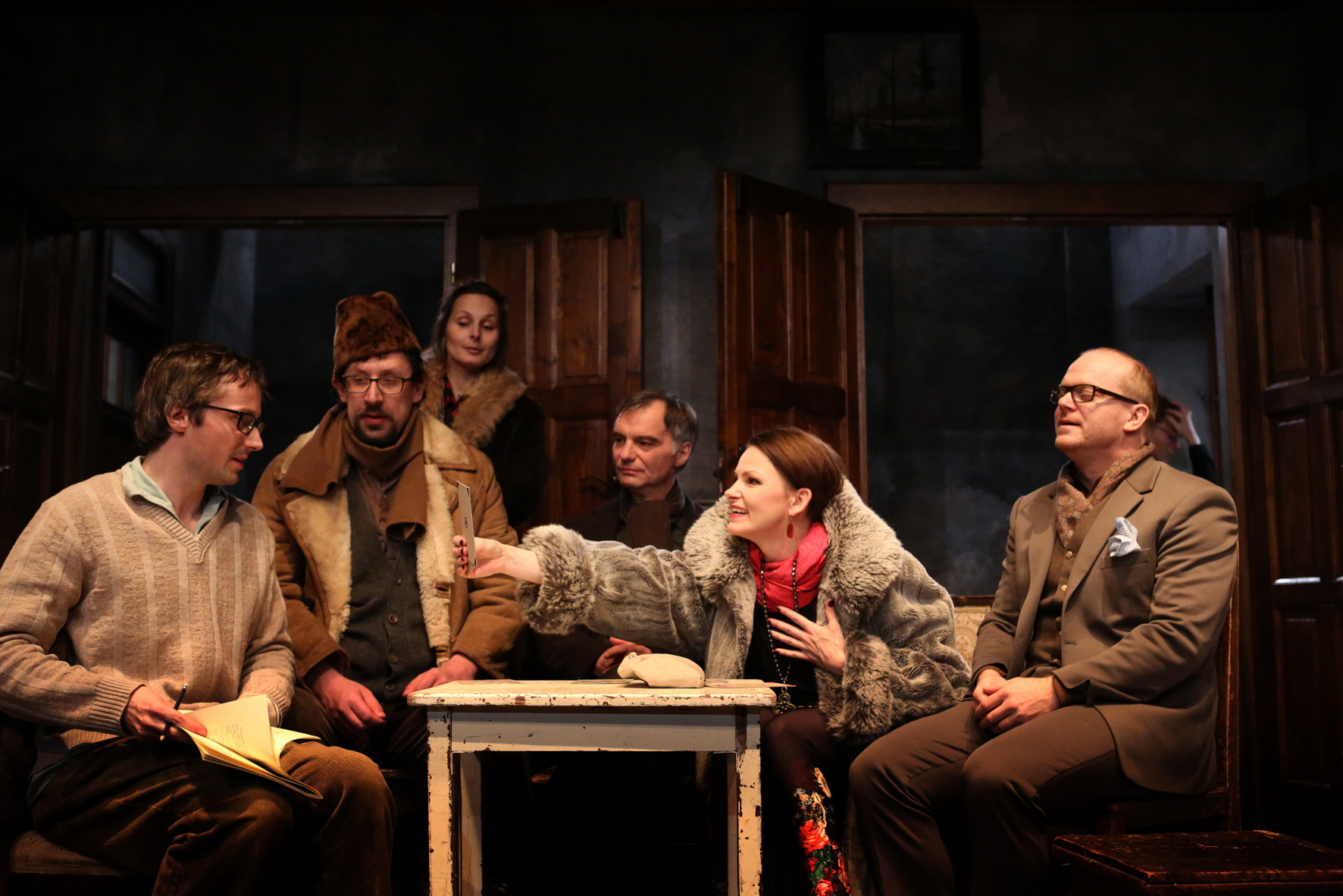
Klára Melíšková jako Irina Arkadinová v Čechovově Rackovi, Dejvické divadlo, 2013

- Inge – Cabaret (Divadlo Na zábradlí, 1995–1997)
- Anděla – Matka (Divadlo Na zábradlí, 1995–1997)
- 1996 Anatomie gagu
- 1996 Lysistrate – Aristofanés: Lysistrate
- 1996 Holena – Oldřich Kryštofek: Dvanáct měsíčků
- 1996 Rona – Robert Patrick: Kennedyho děti
- 1997 Tartagliona, Stará Sogomora – Carlo Gozzi: Zelenavý ptáček
- 1997 Centrála – Edgar Allan Poe: Utišující metoda
- 1998 Angie – Howard Barker: Pazour
- 1999 Viola – William Shakespeare: Večer tříkrálový aneb Cokoli chcete
- 2001 Ježibaba – O zakletém hadovi
- 2001 Jana – Petr Zelenka: Příběhy obyčejného šílenství
- od roku 2002 Kateřina – Fjodor Michajlovič Dostojevskij: Bratři Karamazovi
- 2002 Olga – Anton Pavlovič Čechov: Tři sestry
- 2002 Knoblochová – Miroslav Krobot: Sirup
- 2003 2. chlapec, 2. dáma – Wolfgang Amadeus Mozart: Kouzelná flétna,
- 2004 SEKEC MAZEC
- 2005 Carolyn – Karel František Tománek: KFT/sendviče reality®
- 2008 Nastasja Filipovna – Fjodor Michajlovič Dostojevskij, Miroslav Krobot: Idiot
- od roku 2008 Kateřina – Petr Zelenka: Teremin
- 2008 Houmlesačka – Viliam Klimáček: Dračí doupě
- 2009 Marie – David Jařab: Hlasy
- 2010 Nieminenová – Aki Kaurismäki: Muž bez minulosti
- od roku 2010 Pumpařka – Doyle Doubt: Černá díra
- od roku 2010 Rossová – Joe Penhall: Krajina se zbraní
- od roku 2010 Baronessa – Johann Wolfgang Goethe: Spříznění volbou
- 2011 Jane – Karel František Tománek: Wanted Welzl
- 2012 Katriona – Irvine Welsh: Ucpanej systém
- 2012 Eva – Petr Zelenka: Dabing Street
- 2013 Irina Arkadinová – Anton Pavlovič Čechov: Racek
- 2015 Modřanská – David Doubt[p 1]: Zásek[4]
- 2017 herečka – Jiří Havelka a DD: Vražda krále Gonzaga[5]
- 2019 Helena Alvingová – Henrik Ibsen: Přízraky[6]
- 2021 Petr Zuska a další...: Terapie
- 2022 Paní Amalia - Luigi Pirandello: Každý má svou pravdu
- 2022 Andrea – Petr Zelenka: Fifty
- 2024 Světlana  – Fabien Nury a Thierry Robin: Ztratili jsme Stalina

## Filmografie
- 1998 Minulost
- 2000 Sirup (záznam divadelního představení)
- 2003 Tajemný svícen (televizní film)
- 2004 Mistři (Zdena)
- 2007 Kolotoč (televizní film)
- 2007 Hodina klavíru (televizní film)
- 2008 BrainStorm (televizní film)
- 2009 Příběhy obyčejného šílenství (záznam divadelního představení)
- 2009 Protektor (Věra)
- 2009 Nespavost (televizní film)
- 2010 Zázraky života (televizní film)
- 2011 Terapie (televizní seriál)
- 2011 Čapkovy kapsy (televizní film)
- 2011 Alois Nebel
- 2012 Kriminálka Anděl – (televizní seriál) díl Zámek (Radka Nedomová)
- 2012 Čtyři slunce
- 2014 Andělé všedního dne
- 2014 Život a doba soudce A. K. – (televizní seriál) díly Paulusová versus Paulus a Luketka (Simona Knitlová)
- 2014 Díra u Hanušovic
- 2015 Laputa
- 2015 Případ pro exorcistu (televizní minisérie) – Marie Výrová
- 2016 Modré stíny (televizní minisérie) – Marie Výrová
- 2016 Já, Olga Hepnarová – matka Olgy Hepnarové
- 2016 Pět mrtvých psů (televizní minisérie) – Marie Výrová
- 2016 Teorie tygra
- 2017 Dabing Street (TV seriál)
- 2017 Trapný padesátky (TV seriál)
- 2017 Mordparta (TV seriál)
- 2017 Zahradnictví: Rodinný přítel
- 2017 Zahradnictví: Dezertér
- 2017 Zahradnictví: Nápadník
- 2019 Zkáza Dejvického divadla (TV seriál) – sama sebe
- 2019 Vodník (TV seriál)
- 2019 Živé terče (TV seriál)
- 2019 Terapie (TV seriál)
- 2019 Vlastníci
- 2021 Božena (TV minisérie)
- 2022 Podezření (TV minisérie) – Hana Kučerová
- 2022 Velká premiéra
- 2022 Kam motýli nelétají
- 2024 Amerikánka
- 2024 Tři princezny

## Ocenění
- 2004 Český lev za nejlepší ženský herecký výkon ve vedlejší roli – Zdena ve filmu Mistři
- 2013 Český lev za nejlepší ženský herecký výkon ve vedlejší roli – Evička ve filmu Čtyři slunce
- 2016 Český lev za nejlepší ženský herecký výkon ve vedlejší roli – matka Olgy ve filmu Já, Olga Hepnarová
- 2019 Český lev za nejlepší ženský herecký výkon ve vedlejší roli – paní Roubíčková ve filmu Vlastníci
- 2023 Český lev za nejlepší ženský výkon v hlavní roli – zdravotní sestra Hana v seriálu Podezření